# ブラックリスト
ブラックリスト（英語: blacklist）は、警戒を要する人物・団体といった対象の一覧表のこと。対義語はホワイトリスト。差別的な表現となる可能性（黒色が悪いという表現）を避けて、ブロックリスト（英語: blocklist）とも呼ばれる。

## 起源
イングランド王チャールズ2世が、清教徒革命で父王チャールズ1世に死刑を宣告した58人の裁判官（レジサイド）のリストを亡命中に作成したことが「ブラックリスト（黒い名簿）」の起源であるという。王政復古でチャールズ2世が王位に就くと、彼は「ブラックリスト」に記載された父王に死刑を宣告した裁判官を「王殺しの罪」で死刑または終身刑にして復讐した。

## インターネット
インターネットにおいては、スパム行為防止やウェブサイトのフィルタリングでは、受信や閲覧を拒否（ブロック）するアドレス（URL）やキーワードのデータベースを「ブラックリスト」と呼び、それを使用するシステムをブラックリスト方式と称する。
いずれの場合も、対義語はホワイトリストである。こちらは安全なドメイン名のデータベースであり、指定された以外のものを、全てアクセスブロックする方式を採る。
また、掲示板やチャット・CGIゲーム・ブログなどにおいてスパム・荒らし・誹謗中傷を行った者に対してサイトの管理人（ホームページ・レンタルサーバ・ブログ・レンタル掲示板などの場合、サービス提供者との間で利用契約を締結した個人や団体）が当該者（投稿者の名前、アクセス元をリモートホストおよびIPアドレス単位で）もしくは指定したNGワードをアクセス禁止（アク禁）や投稿を無効にするケースでも、ブラックリスト（アク禁対象者）が用いられることがある。ブログなどの場合は、管理モードで利用可能な場合が多い。そのほか、Yahoo!知恵袋に使われた。
近年、ブラックリストやホワイトリストという用語が差別的であると言われることがあり一部のツール等ではブラックリストの替わりに「拒否リスト」、ホワイトリストの替わりに「許可リスト」を用いる例が増えてきている。

## 経済活動
「企業」「団体」と「一般個人」とでは、解釈によって対象となるケースが異なる。一度ブラックリストに登録されても、状況の改善次第でリストから削除される可能性もある。
ただし、一部ネット関連のサービス（アフィリエイトやレンタル掲示板など）で規約違反を犯した利用者は終生（半永久的に）ブラックリストに登録されたまま（再入会禁止）の場合もある。

### 企業・団体→一般個人
企業から見たブラック対象者は、犯罪行為を行なった者、いわゆる「前科者」に対する制裁として行なう場合が多い。例えば、以下のケースでブラックリストに登録される可能性かある。制裁措置は該当者を雇用しないか、または出入り禁止やアカウント（会員権利）剥奪・強制退会などにするケースがある。
- 自分の管理領域内で窃盗（万引き）・無銭飲食・器物損壊・ゴト（不正出玉獲得）行為などの被害を与えた加害者
- インターネットなどの自社サービスで規約違反を犯した利用者（企業名義の利用者も含む）
- 公営競技関連では、暴力団・ノミ屋（非公式投票所）・コーチ屋（予想詐欺）などの構成員。

### 一般個人→企業・団体
自分または自社に対し、以下のような不愉快な対応をした企業や商店などをチェックしてブラックリストに登録し、そのような所では取引や利用や買物を拒否するなどの形で報復する。これらは、ブラック企業に該当するような企業・団体が対象となることがある。例えば、以下の通り。
- 自社の利益のために法令違反（長時間労働、残業手当の未払いなど）を厭わず、またその責任から逃れる企業など
- 低所得者を冷遇する商店など
- 障害者・外国人・低学歴者（特に中卒者・高校の退学者）・ニートなどに対して差別的な態度を執る企業
- 相殺措置のない男性差別もしくは女性差別（男尊女卑）を行っている商店など

## 金融
金融業界では信用情報機関を通じて業者同士で事故情報（異動情報、借金の返済における事故）を共有することによって、借金申込者の事故情報の有無を確認をできるようになっている。申込者に借金を延滞したなどの事故情報がある場合、通常の金融機関では資金を貸出しづらくなる。よって、金融業者が自社会員以外のブラックリスト（融資不適格者リスト）を作成しているわけではない。
しかし、事故情報の有無が確認されて新たな貸出を拒否となった場合、借金申込者から見れば自分がブラックリスト（融資不適格者リスト）に掲載されてしまったという印象を与えて、このような言葉が発生したと考えられる。特に近年は金融業界内での異業種（例: 銀行・信販・消費者金融）間での情報の共有が進んでおり、よりブラックリストが存在するに近い環境となっている。
金融業者は自社会員などについては個人情報や利用実績、返済実績についてデータベースを作成しており、これに基づいてクレジットカードの利用が制限される、もしくは融資不適格と判定される状態を社内ブラック（内部ブラック）と呼ぶ。金融業者の合併によって社内情報が共有されることがある。また、社内ブラックでかつ信用情報機関に事故情報が記録されている場合もある。

### 家賃保証会社
日本セーフティーは、理不尽な恐喝、犯罪を繰り返し公安調査庁から、特別マークされた団体である。

### 銀行等の口座
資金洗浄、特殊詐欺などの犯罪行為に使用された銀行口座に関する情報も記録されており、同じ名義の口座を新たに開設できないことがある。このため、親が何も知らせずに子供の通帳を売った場合など、その子には何の罪もないのにもかかわらず通帳を作ることができず、人生に大きな支障をきたす場合がある。

## 携帯電話・PHS
日本における携帯電話・PHSでは、一定期間の料金を滞納した場合、当該の回線の利用を停止され、期日内に支払いがない場合は、強制解約となる。
解約となった場合、完済しない限り、他の携帯電話・PHSの事業者にも未払いの情報が通知され、滞納した事業者以外でも、新規契約が不可能になる（プリペイド式携帯電話も含む）。
例: auの請求書においても、以下のように「ブラックリスト」の存在と他の事業者にも通知する旨の警告が記載されている。
※万一、未納料金のお支払いがなく契約解除となった場合には、他の携帯電話・PHS事業者に未払情報を通知することがあります。
この対象者のデータベースも、便宜上「ブラックリスト」と呼んでいる。
- (携帯電話、PHS事業者間における)不払い情報の交換（電気通信事業者協会）
- (携帯電話、PHS事業者間における)迷惑メール送信者の情報交換（電気通信事業者協会）
- 携帯電話不正利用防止法に基づく利用停止情報の交換（ソフトバンクモバイル、2009.2）

このリストに載ったものは、通常の新規契約のみならず、中古機種を持ち込んで契約することも拒否される。また、不払いがある場合、全額支払しない限り他社も拒否される。しかし、これを完全に精算したとしても、その情報は事業者に終生残るため、契約に支障が出ることには変わらない。仮に自己破産した際に料金の不払いが残っていた場合、ブラックリストとして確固たる地位を築く羽目になる。
契約から短期間で解約したことを理由にブラックリストに入れる（その事業者のサービスを再度受けられなくする）ことは違法であると、総務省は発表している。

## 航空会社
欧州連合 (EU) では、域内への乗り入れを禁止する航空会社をリストアップしており、これもブラックリストと通称される。詳しくはEU域内乗り入れ禁止航空会社の一覧を参照のこと。

## IOC
国際オリンピック委員会（IOC）はドーピング行為を犯したり、著しくスポーツマンシップに違反した選手に対して記録やメダルの剥奪および出場停止などの制裁を課する第1種・第2種ブラックリストを作成している。詳しくはドーピング#IOCにおけるドーピングへの対応を参照。

## 運用
ブラックリストは、対象者に対して不利益を与える行為となるため、その指定には慎重を要する。犯罪行為などを理由にした指定の場合、犯罪行為の事実の有無や行為の程度、被害賠償や公的処罰の有無、行為からの経過期間、リストへの指定によって対象者が受ける不利益の程度などを勘案して判断され、一定期間経過後にはリストから削除する、などの対応がとられる場合もある。